# Elecciones federales de México de 1976
Las elecciones federales de México de 1976 se llevaron a cabo el domingo 4 de julio de 1976, y en ellas fueron elegidos a nivel federal:
- Presidente de la República. Jefe de Estado y de Gobierno elegido para un periodo de seis años no reelegibles en ningún caso, y que comenzó su gobierno el 1 de diciembre de 1976. El candidato electo fue José López Portillo.
- 237 Diputados Federales. Miembros de la cámara baja del Congreso de la Unión, cada tres años, de los cuales 196 fueron elegidos por mayoría directa en cada uno de los distritos uninominales y los 41 restantes mediante un sistema de listas (Diputados de Partido).
- 64 Senadores. Miembros de la cámara alta del Congreso de la Unión, 2 por cada estado de la federación y por el Distrito Federal, elegidos de manera directa por un periodo de seis años que comenzó el 1 de septiembre de 1976.

## Antecedentes
Antes de la reforma electoral de 1977, sólo cuatro partidos políticos podían participar en las elecciones: el gobernante Partido Revolucionario Institucional (PRI), el Partido Popular Socialista (PPS), el Partido Auténtico de la Revolución Mexicana (PARM) y por la derecha el Partido Acción Nacional (PAN), que era prácticamente el único partido de oposición real en ese momento.
Las elecciones se desarrollaron en un período tenso: el conflicto del gobierno con el sector privado, las dificultades económicas de fin de sexenio (que llevarían a una devaluación del peso un mes después de las elecciones), las sublevaciones de la guerrilla de izquierda en algunas partes del país y la Guerra Sucia que el gobierno emprendió en su contra, fueron algunos de los varios problemas que enfrentaba el presidente saliente Luis Echeverría Álvarez y que atentaban contra el poder del PRI, que gobernaba el país desde 1929.

## Nominación del candidato presidencial del PRI
En octubre de 1974, el Instituto Mexicano de Opinión Pública (IMOP) realizó, por primera vez en la historia política de México, una encuesta para revelar las percepciones de la gente sobre los aspirantes y sus probabilidades de obtener la candidatura presidencial del PRI en 1976 y relevar a Echeverría. Fueron consultadas 2,730 personas sobre quién, en su opinión, cumplía mejor los siguientes criterios:
| Encuesta de IMOP sobre la sucesión presidencial de 1976  | Encuesta de IMOP sobre la sucesión presidencial de 1976 | Encuesta de IMOP sobre la sucesión presidencial de 1976 | Encuesta de IMOP sobre la sucesión presidencial de 1976 | Encuesta de IMOP sobre la sucesión presidencial de 1976 | Encuesta de IMOP sobre la sucesión presidencial de 1976 |
| Candidato preferido                                      | Candidato preferido                                     | Candidato más viable                                    | Candidato más viable                                    | Candidato más al gusto del sistema                      | Candidato más al gusto del sistema                      |
| -------------------------------------------------------- | ------------------------------------------------------- | ------------------------------------------------------- | ------------------------------------------------------- | ------------------------------------------------------- | ------------------------------------------------------- |
| Mario Moya Palencia                                      | 41.4%                                                   | José López Portillo                                     | 34.1%                                                   | Porfirio Muñoz Ledo                                     | 37.3%                                                   |
| José López Portillo                                      | 23.2%                                                   | Mario Moya Palencia                                     | 29.3%                                                   | José López Portillo                                     | 28.2%                                                   |
| Porfirio Muñoz Ledo                                      | 20.6%                                                   | Hugo Cervantes del Río                                  | 27.4%                                                   | Mario Moya Palencia                                     | 19.8%                                                   |
| Hugo Cervantes del Río                                   | 14.8%                                                   | Porfirio Muñoz Ledo                                     | 25.6%                                                   | Hugo Cervantes del Río                                  | 15.7%                                                   |
| -                                                        | -                                                       | Carlos Hank González                                    | 14.6%                                                   | -                                                       | -                                                       |
| -                                                        | -                                                       | Carlos Gálvez Betancourt                                | 2.0%                                                    | -                                                       | -                                                       |
| -                                                        | -                                                       | Luis Enrique Bracamontes                                | 1.6%                                                    | -                                                       | -                                                       |
| Fecha: octubre de 1974. Tamaño de muestra: 2730. Fuente: |                                                         |                                                         |                                                         |                                                         |                                                         |

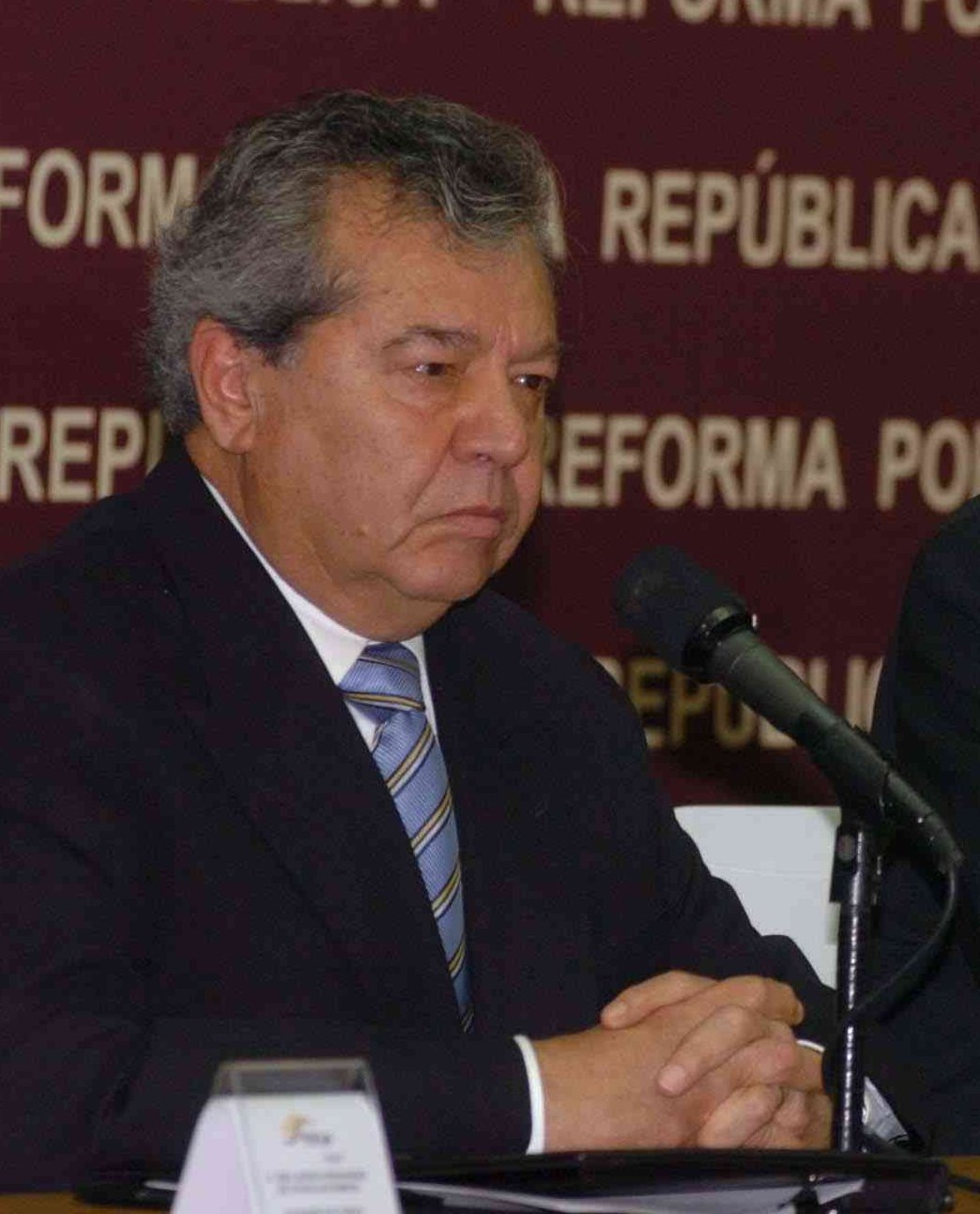
Porfirio Muñoz Ledo fue uno de los principales contendientes para la candidatura presidencial del PRI. Finalmente no fue el elegido por el presidente Echeverría para sucederle, pero mantuvo un poder considerable al ser nombrado Presidente del Comité Ejecutivo Nacional del PRI y Coordinador General de la campaña de López Portillo.

Un día después de que el presidente Luis Echeverría afirmara que en México el "tapadismo" ya no tenía razón de ser, el 11 de abril de 1975 el secretario de Recursos Hidráulicos, Leandro Rovirosa Wade, "destapó" a los seis funcionarios que estaban siendo considerados para la candidatura del PRI para las elecciones presidenciales de 1976:
- Hugo Cervantes del Río (Secretario de la Presidencia).
- Carlos Gálvez Betancourt (director general del IMSS), el único de los seis aspirantes que no era secretario de Estado.
- Augusto Gómez Villanueva (Secretario de la Reforma Agraria). Cercano al Presidente Echeverría, su experiencia previa como presidente de la Confederación Nacional Campesina así como su experiencia al frente de la Secretaría de la Reforma Agraria lo posicionaron como el líder del sector campesino, el cual lo apoyó en su aspiración presidencial.[5]
- José López Portillo (Secretario de Hacienda). Tenía poca experiencia política - habiendo sido previamente catedrático de derecho para posteriormente trabajar en la burocracia gubernamental -, pero tenía la ventaja particular de haber sido amigo del Presidente Echeverría desde la infancia, debiendo a Echeverría su carrera gubernamental, incluyendo su arribo a la Secretaría de Hacienda en 1973. López Portillo no era considerado inicialmente como un contendiente serio para la candidatura presidencial del PRI, pues no parecía contar con el apoyo de ningún sector del PRI ni tener un grupo político propio, por lo que era relativamente ignorado por los periodistas y otros políticos en comparación otros aspirantes.[5]
- Mario Moya Palencia (Secretario de Gobernación). Inicialmente percibido como el candidato natural para suceder al presidente Luis Echeverría Álvarez, dado que tanto Echeverría como su antecesor Gustavo Díaz Ordaz eran Secretarios de Gobernación al momento de recibir la nominación presidencial. Se comentaba además que Moya Palencia contaba con el apoyo del Ejército y de la mayoría de los Gobernadores para su candidatura.[5]
- Porfirio Muñoz Ledo (Secretario de Trabajo). Notorio por su amplia experiencia gubernamental a su edad relativamente joven, habiendo tenido un ascenso meteórico en las filas del PRI. Se dijo que contaba con el apoyo de la Confederación de Trabajadores de México (CTM) para llegar a la Presidencia.[5]

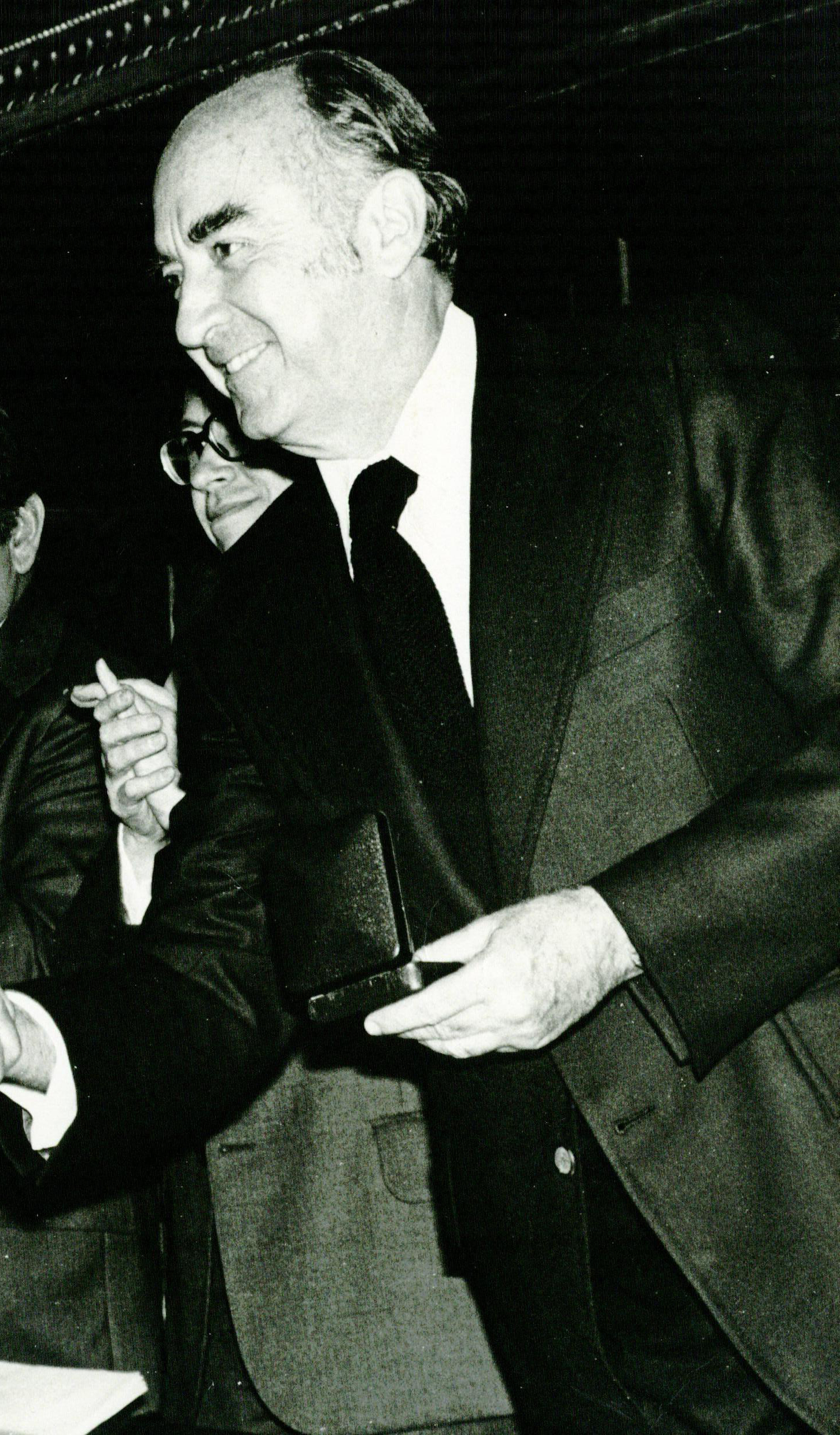
El secretario de Hacienda y amigo del presidente Echeverría desde la infancia, José López Portillo, no era inicialmente considerado un contendiente serio para la candidatura presidencial del PRI por los medios de comunicación ni por otros políticos.

Muñoz Ledo recordaría después que durante este periodo, recibió una visita del Presidente Echeverría. Reunidos en la casa de Muñoz Ledo, Echeverría caminó al jardín y comentó que era "muy pequeño para recibir contingentes". Muñoz Ledo interpretó la frase como la señal de que él sería el elegido por Echeverría para sucederle en la Presidencia, creyendo que su comentario se refería a los grandes contingentes del PRI que visitarían su casa para felicitarle por su nominación, por lo que decidió comprar el terreno que estaba detrás para agrandar el jardín. Sin embargo, después descubriría que había malinterpretado el comentario de Echeverría, y que no sería él su candidato.
Desde el inicio de esta etapa surgirían rumores de que el presidente Echeverría deseaba modificar la Constitución para reelegirse en 1976; durante una asamblea de cafeticultores en mayo de 1975, el dirigente veracruzano Pascual Bello Méndez le pidió al director del Inmecafé, Fausto Cantú Peña, a nombre de 45 000 cafeticultores que solicitara ante la Cámara de Diputados que el mandato presidencial de Echeverría se extendiera por dos años más, "por tratarse de una persona de gran capacidad". Sin embargo, Echeverría siempre negó públicamente que tuviese intenciones de reelegirse o de extender su mandato.
En junio de 1975, Echeverría reveló en privado a López Portillo que él sería su sucesor, y el 5 de octubre fue oficialmente nominado por el PRI como su candidato presidencial para las elecciones de 1976. El antes mencionado Muñoz Ledo fue al mismo tiempo nombrado Presidente del Comité Ejecutivo Nacional del PRI, así como Coordinador General de la campaña de López Portillo, mientras que López Portillo nombró a Julio Rodolfo Moctezuma como director del Instituto de Estudios Políticos, Económicos y Sociales (IEPES)  del partido.
Echeverría diría después que eligió a López Portillo como su sucesor porque, como Presidente, "estaba consciente de que el principal problema del país era el financiero y que, obviamente, correspondería enfrentarlo a mi secretario de Hacienda, quien había compartido conmigo los ataques de una iniciativa privada reaccionaria y obtusa, que no vacilaba en colocar sus fondos en el exterior, en su afán de doblegarme.".

## Campaña
El PPS y el PARM apoyaron la candidatura de López Portillo, como lo habían hecho tradicionalmente con los anteriores candidatos del PRI.
En ese momento, el partido de oposición PAN atravesaba conflictos internos y, por primera vez desde 1952, no pudo nominar un candidato para las elecciones de 1976.
Por otro lado, el Partido Comunista Mexicano nombró a Valentín Campa como su candidato presidencial. En ese momento, sin embargo, este partido no tenía registro oficial y no se le permitió participar en las elecciones, por lo que la candidatura de Campa no fue reconocida oficialmente y no tuvo acceso a los medios de comunicación. Tuvo que postularse como candidato por escrito, ya que no aparecería en las boletas.

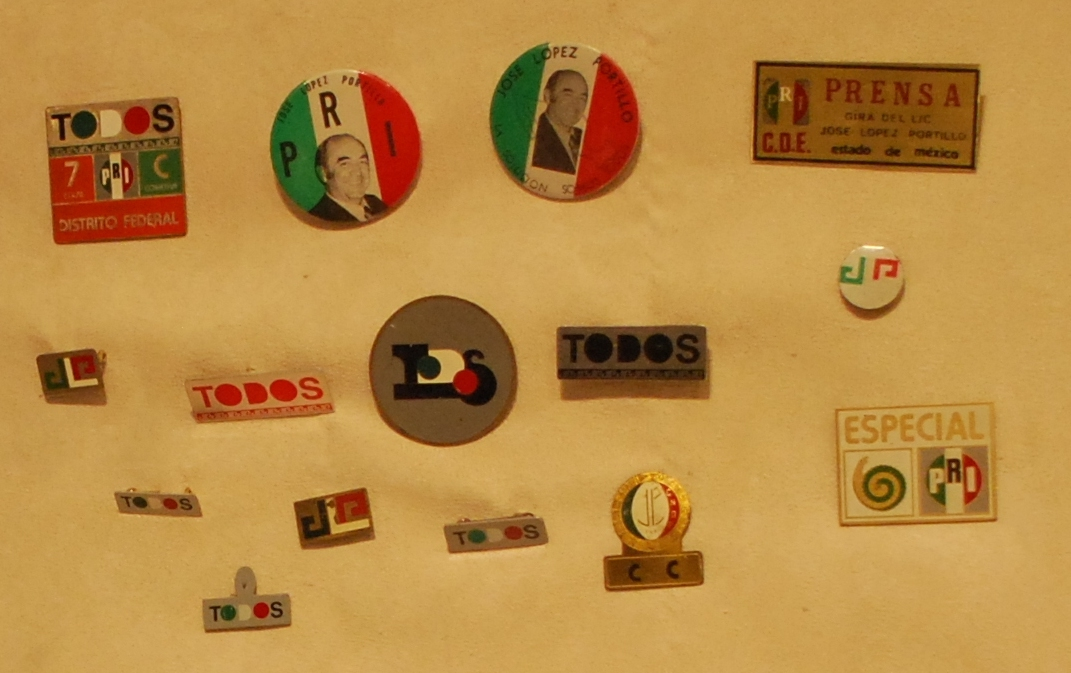
Botones de la campaña de López Portillo.

Estos factores llevaron a López Portillo a competir efectivamente sin oposición. Su campaña se hizo eco de este apoyo 'unánime' a él, y su lema fue "La solución somos todos". López Portillo luego bromeó diciendo que, debido a que se postuló sin oposición, hubiera sido suficiente 'el voto de su madre por él' para ganar las elecciones.
López Portillo se había separado de su esposa Carmen Romano tiempo atrás, pero tras su nominación como candidato presidencial del PRI, ambos fueron persuadidos por parte de funcionarios de dicho partido para que se reunieran y aparentaran tener un matrimonio sólido, de forma que no se dañara la imagen del futuro presidente ante la población mayormente católica y consevadora de la época.
La popular cantante cubana Celia Cruz grabó un jingle para la campaña de López Portillo, titulado '¿Dónde estás, José?'. Otros animadores como Enrique Guzmán y María Elena Velasco, más conocida como la "India María" actuaron en un disco de acetato editado por la campaña de López Portillo.
En su campaña, López Portillo defendió el famoso acarreo (la práctica de llevar en camiones a simpatizantes del PRI a los actos de campaña para apoyar a sus candidatos a cambio de regalos de diversa índole), diciendo que los asistentes "no son ‘acarreados’, son ‘transportados’ por los propios hombres y las propias fuerzas del Partido ", añadiendo que "Todos los camioneros organizados de México forman parte del PRI y es tradición que concurran con sus vehículos para transportar gente a los actos públicos". También justificó en su autobiografía que no había razón para "no facilitar, por ejemplo, a nuestros campesinos, el transporte a las concentraciones públicas, que concurren, a final de cuentas, a comunicarlos con un Sistema que los rige, mediante actos comprensibles en los que participan, ven, oyen, aprenden, se expresan y aun, se distraen con viajes y compañías. El Partido puede, el Partido debe".: 417 

## Resultados electorales

### Presidente de la República
|  | 93.54 % |

|  | 6.51 % |

|  | 100 % |

- Nota; Valentín Campa fue candidato presidencial del Partido Comunista Mexicano, partido que por entonces no contaba con registro oficial, por lo que su nombre no apareció en las boletas electorales y los votos por él se escrutinaron como votos de "candidatos no registrados" o "nulos", por lo que no se sabe realmente el nivel de la preferencia electoral en su favor.

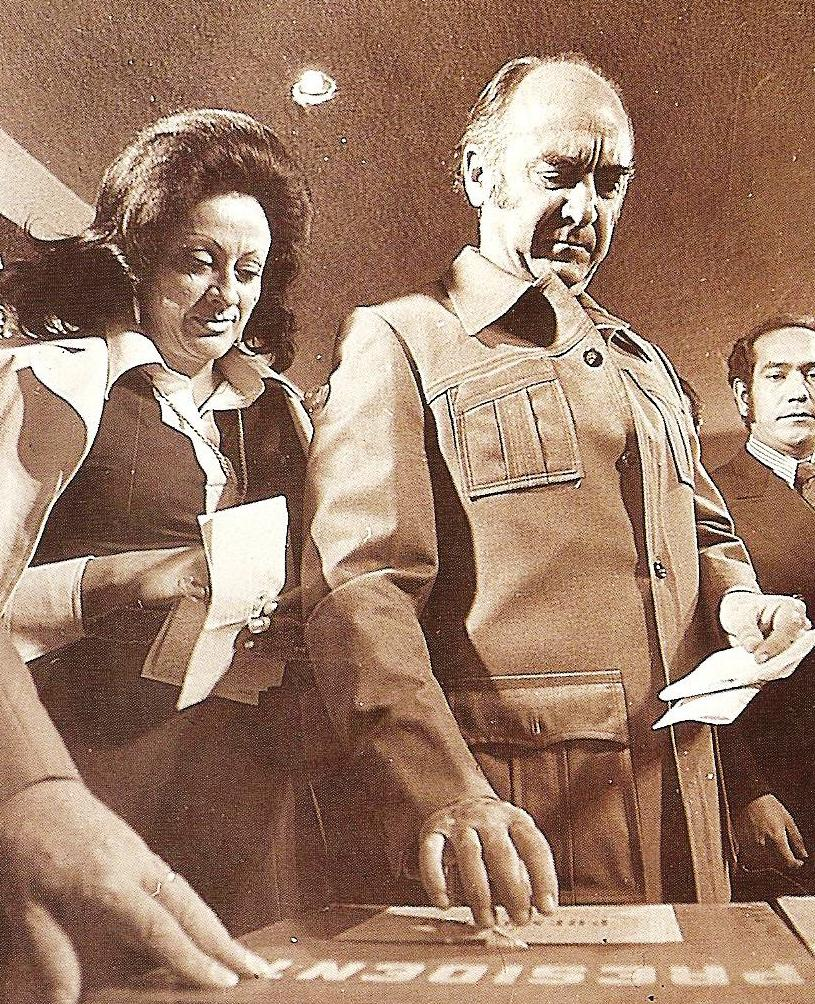
López Portillo y su esposa Carmen Romano emiten su voto.

#### Por entidad
| Entidad                                                           | José López Portillo (PRI + PARM + PPS) | José López Portillo (PRI + PARM + PPS) | Candidatos no registrados | Candidatos no registrados | Votos nulos | Votos nulos | Total      |
| Entidad                                                           | Votos                                  | %                                      | Votos                     | %                         | Votos       | %           | Total      |
| ----------------------------------------------------------------- | -------------------------------------- | -------------------------------------- | ------------------------- | ------------------------- | ----------- | ----------- | ---------- |
| Aguascalientes                                                    | 102,968                                | 93.75%                                 | 406                       | 0.36%                     | 6,451       | 5.87%       | 109,825    |
| Baja California                                                   | 314,950                                | 91.44%                                 | 1,559                     | 0.45%                     | 27,893      | 8.09%       | 344,402    |
| Baja California Sur                                               | 46,458                                 | 94.12%                                 | 201                       | 0.40%                     | 2,699       | 5.46%       | 49,358     |
| Campeche                                                          | 139,050                                | 99.62%                                 | 66                        | 0.04%                     | 460         | 0.32%       | 139,576    |
| Chiapas                                                           | 481,092                                | 99.55%                                 | 191                       | 0.03%                     | 1,978       | 0.40%       | 483,261    |
| Chihuahua                                                         | 403,350                                | 89.19%                                 | 1,800                     | 0.39%                     | 47,073      | 10.40%      | 452,223    |
| Coahuila                                                          | 516,436                                | 99.76%                                 | 927                       | 0.17%                     | 312         | 0.06%       | 517,675    |
| Colima                                                            | 62,973                                 | 97.29%                                 | 382                       | 0.59%                     | 1,371       | 2.11%       | 64,726     |
| Distrito Federal                                                  | 2,210,573                              | 79.22%                                 | 121,042                   | 4.33%                     | 458,744     | 16.44%      | 2,790,359  |
| Durango                                                           | 341,960                                | 98.79%                                 | 850                       | 0.24%                     | 3,330       | 0.96%       | 346,140    |
| Estado de México                                                  | 1,341,791                              | 90.46%                                 | 22,830                    | 1.53%                     | 118,628     | 7.99%       | 1,483,249  |
| Guanajuato                                                        | 810,619                                | 97.99%                                 | 1,546                     | 0.18%                     | 15,022      | 1.81%       | 827,187    |
| Guerrero                                                          | 689,829                                | 98.74%                                 | 1,585                     | 0.22%                     | 7,189       | 1.02%       | 698,603    |
| Hidalgo                                                           | 520,027                                | 96.48%                                 | 1,767                     | 0.32%                     | 17,193      | 3.18%       | 538,987    |
| Jalisco                                                           | 1,012,985                              | 93.85%                                 | 7,949                     | 0.73%                     | 58,360      | 5.40%       | 1,079,294  |
| Michoacán                                                         | 745,111                                | 97.76%                                 | 1,548                     | 0.20%                     | 15,507      | 2.03%       | 762,166    |
| Morelos                                                           | 204,312                                | 92.21%                                 | 2,413                     | 1.08%                     | 14,825      | 6.69%       | 221,550    |
| Nayarit                                                           | 205,738                                | 97.05%                                 | 649                       | 0.30%                     | 5,589       | 2.63%       | 211,976    |
| Nuevo León                                                        | 335,474                                | 90.13%                                 | 20,757                    | 5.77%                     | 15,946      | 4.28%       | 372,177    |
| Oaxaca                                                            | 760,754                                | 99.73%                                 | 1,581                     | 0.20%                     | 474         | 0.06%       | 762,809    |
| Puebla                                                            | 752,416                                | 95.44%                                 | 5,402                     | 0.68%                     | 30,528      | 3.87%       | 788,346    |
| Querétaro                                                         | 214,137                                | 97.07%                                 | 847                       | 0.38%                     | 5,601       | 2.53%       | 220,585    |
| Quintana Roo                                                      | 48,960                                 | 97.64%                                 | 17                        | 0.03%                     | 1,163       | 2.31%       | 50,140     |
| San Luis Potosí                                                   | 495,863                                | 97.75%                                 | 3,789                     | 0.74%                     | 7,615       | 1.50%       | 507,267    |
| Sinaloa                                                           | 294,511                                | 97.93%                                 | 1,559                     | 0.51%                     | 4,650       | 1.54%       | 300,720    |
| Sonora                                                            | 514,678                                | 99.55%                                 | 597                       | 0.11%                     | 1,725       | 0.33%       | 517,000    |
| Tabasco                                                           | 285,421                                | 99.57%                                 | 425                       | 0.14%                     | 796         | 0.27%       | 286,642    |
| Tamaulipas                                                        | 446,189                                | 96.05%                                 | 2,569                     | 0.55%                     | 15,767      | 3.39%       | 464,525    |
| Tlaxcala                                                          | 202,943                                | 99.98%                                 | 16                        | 0.007%                    | 9           | 0.004%      | 202,968    |
| Veracruz                                                          | 1,331,085                              | 98.46%                                 | 4,762                     | 0.35%                     | 16,032      | 1.18%       | 1,351,879  |
| Yucatán                                                           | 333,602                                | 92.59%                                 | 556                       | 0.15%                     | 26,114      | 7.24%       | 360,272    |
| Zacatecas                                                         | 296,683                                | 98.57%                                 | 1,476                     | 0.49%                     | 2,826       | 0.93%       | 300,985    |
| Total                                                             | 16,462,930                             | 93.50%                                 | 212,064                   | 1.20%                     | 931,870     | 5.29%       | 17,606,872 |
| Fuente: CEDE Archivado el 29 de junio de 2020 en Wayback Machine. |                                        |                                        |                           |                           |             |             |            |

## Congreso de la Unión

### Senado de la República
|  | 87.74 % |

|  | 8.15 % |

|  | 2.87 % |

|  | 1.24 % |

|  | 0.24 % |

|  | 8.41 % |

|  | 100.00 % |

|  | 64.55 % |

### Cámara de Diputados
|  | 85.17 % |

|  | 8.99 % |

|  | 3.17 % |

|  | 2.67 % |

|  | 0.31 % |

|  | 5.67 % |

|  | 100.00 % |

|  | 64.38 % |

Fuente: Dictámenes del Colegio Electoral de la Cámara de Diputados.

## Secuelas
Hubo muchos rumores de que el presidente saliente Luis Echeverría planeaba llevar a cabo un golpe de Estado contra su propio candidato, López Portillo, para perpetuarse en el poder. Un mes después de las elecciones, un cable diplomático enviado por el entonces embajador estadounidense en México, Joseph J. Jova, al Departamento de Estado de Estados Unidos se hizo eco de esos rumores, y detalló un escenario hipotético en el que Echeverría ordenaría el asesinato del presidente electo López Portillo. después del 1 de septiembre, utilizando a la guerrilla de izquierda Liga Comunista 23 de Septiembre y a la CIA como chivos expiatorios. El 13 de agosto la Liga intentó secuestrar a Margarita López Portillo, hermana del presidente electo; el intento fracasó y el líder de la Liga, David Jiménez Sarmiento, fue asesinado a manos de las fuerzas de seguridad durante el incidente.
Al final, López Portillo asumió el cargo según lo programado el 1 de diciembre sin más incidentes.

### Legitimidad en disputa
Si bien los resultados aseguraron que el PRI permaneciera en el poder, la falta de oposición a José López Portillo generó preocupaciones sobre la falta de legitimidad del sistema político mexicano. Como resultado, se promulgó una ley de reforma electoral en 1977, que introdujo la representación proporcional parcial para las elecciones al Congreso y al Senado con el fin de garantizar una mejor representación de los partidos de la oposición, algo extremadamente difícil en el marco del sistema del escrutinio mayoritario uninominal que había estado en vigor. Sin embargo, el PRI mantuvo su posición como partido dominante, reteniendo la presidencia hasta que Vicente Fox, del Partido Acción Nacional, fue elegido en 2000.
Estas han sido las últimas elecciones presidenciales mexicanas en las que un candidato se ha presentado sin oposición.